# 加藤凛太郎
加藤 凛太郎（かとう りんたろう）は、日本の男性俳優。1983年4月18日生まれ。千葉県出身、血液型はA型。172cm、59kg。

## 人物
- 2003年に舞夢プロに所属し、芸能活動を開始。2005年に舞夢プロを辞め、明日香七穂から演技指導を受ける。
- 2009年、明日香七穂が立ち上げた劇団「パラダイスシアター」のメンバーとして初舞台を踏む。第二回公演と第四回公演に出演、第四回公演では主演を務めた。
- 2007年から2009年まで株式会社スパイスに所属。2008年に坂上忍の演技指導を受け、その後、尊敬する著名人にも同氏の名前を挙げている。
- 2011年に芸名を本名から「加藤凛太郎」に改名。[2]
- ニックネームは「りんりん」。名前がパンダの名前のようであるため、ファンからはパンダグッズをプレゼントされることが多い。
- 座右の銘は「夢だけじゃ食っていけない、けど、夢なしじゃ生きていけない」
- ブログは直筆の手書きで更新されることがある。
- 2012年5月にスーパーグラップラーに入団。2013年1月の『ランナーズ・ハイ』公演以降、休団状態であり、ホームページなども更新がストップしている。
- 2013年より株式会社BESPOKE JAMに所属。
- 2013年3月より、JR東日本旅客鉄道のグリーンスタッフイメージモデルに起用され、JR東日本ホームページやJR東日本全域の駅構内、車内などにモデル掲載されている。
- 2013年8月、パラボリックフライトによる無重力空間内での撮影(シック社製品CM)に参加した。後に、「新幹線に乗って地方ロケに行くことが小さな夢だったのに、その撮影でジェット機に乗ることになるとは(笑)」「本当に夢のような経験ができた」と語っている。
- 2013年10月、自身の企画『GO WEST!!』にて、東京から大阪までの555km自転車走破に挑戦し、完走。
- 2016年6月、自身の企画『GO WEST!!2』にて、青森から東京までの840km自転車走破に挑戦し、完走。
- 2017年3月、加藤凛太郎が2018年内の舞台公演プロデュースを目指すことを発表。
- 2017年4月、公演の実現に向け、クラウドファンディングにて支援者の募集を開始。支援額は目標額の287%を達成。
- 2017年6月、プロデュース団体名を「RINCO」とし、オフィシャルサイトを開設。
- 2017年6月、自身のブログなどを一元化したオフィシャルサイトを開設。
- 2018年8月3日 RINCO PRODUCE STAGE「リミット・オブ・タイムラグ」一般公開制作発表を開催 （北とぴあ ドームホール）。作品のテーマは「 時間・時刻 」。絶対的不動の時間概念を取り入れた《リアルタイム進行》のコメディ演劇。
- 2018年10月 RINCO PRODUCE STAGE「リミット・オブ・タイムラグ」（全14公演）開催し大盛況ののち終演した。
- 2021年7月26日 『舞台 信長の野望・大志 ～最終章～ 群雄割拠 関ヶ原』(2021年7月23日～7月29日、かめありリリオホール) 公演期間中に出演者1名の新型コロナウイルス陽性が判明。7月26日17時以降の全公演の中止を発表した。
- 2021年７月31日 ご本人に発熱。その後、新型コロナウイルス陽性と判断される。一週間以上の自宅療養。[3]
- 2021年8月12日 症状悪化のため入院する事となる。
- 2021年8月22日 無事に退院となる。(陽性判明～入院～退院までの詳細はTwitterを参照してください)[4]
- 2021年8月28日 当面の間、活動をほぼ休止する事を報告。理由は「このコロナ禍の中、自身の安全と、後遺症の回復を最優先に考えた結果」としています。8月28日に投稿したTwitterより全文を掲載いたします。『 ご報告　私、加藤凛太郎は当面の間、活動をほぼ休止することといたしました。理由は、このコロナ禍の中、自身の安全と、後遺症の回復を最優先に考えた結果であり、そう考えるようになったきっかけはもちろん自身がコロナ感染し入院したことであります。そこで身を持ってその症状と、医療の現状を目の当たりにし、再度感染した場合にまた助かるかどうかは分からないと強く感じました。日本の医療で救える命はたくさんあります。しかし、同時多発的に重篤患者が現れる現在は、救急車を呼んでも必ず病院に入れるわけではありません。重篤患者であればむしろ受け入れてくれる病院が全く見つからないまま、自宅に帰ることになるということも珍しくなく起きています。生きてさえいれば、まだまだ楽しいことがあるし、まだまだ楽しいものを作っていけると信じています。皆様もどうか感染防止に努めてください。それはあなたの命を守ること、そして誰かの命を守ることに繋がります。また元気に活動を再開できる日を信じて、少しだけお休みさせていただきます。　加藤凛太郎 』[5]　(一日も早いご快復を心より祈っております。)
- 2022年3月20日 自身のTwitterにて演劇への復帰の想いを語る。『去年の夏に入院し、約8ヶ月振りに舞台に立たせて頂いているけど、その間、芝居から心も離脱していたところがあって。ただ半年ちょっと芝居してなかったっていう事実の何倍も距離があった。でもボク団さんのおかげでまた板に戻ってこられて、今まで以上にお客様の拍手ひとつひとつが胸に刺さってる。』加藤凛太郎Twitterより。
- 2022年3月27日 企画演劇集団ボクラ団義への出演が、2022年3月27日千秋楽で14作品・208ステージとなる。2022年3月20日18:00回が200ステージの記念日となった。

## 出演作品

### CM
- JA(全農) よい食プロジェクト (2009年)
- NTT docomo マニュアルレポート (2009年)
- 大塚製薬 ヴィックスドロップ (2009年)
- 池田模範堂 ムヒ (2011年)
- サンスター トニックシャンプー (2011年)
- 武田薬品工業 アリナミン (2011年)
- FXトレーディングシステムズ FXブロードネット (2011年)
- HITACHI 社会イノベーション事業キャンペーン宣言篇 (2011年)
- SHARP BIG PAD (2011年)
- シック ハイドロ5パワーセレクト ユーザーボイス (2012年)
- DUSKIN 「よろしくレンジフード篇」(2012年)
- DUSKIN 「ビジネスサービス篇」(2012年)
- 富士重工株式会社 スバル アイサイトプロモーションムービー (2012年）
- Microsoft Windows 8 (2012年)
- JR東日本旅客鉄道株式会社グリーンスタッフイメージモデル (2013年)
- ネクスティア生命「社名変更のお知らせ篇」 (2013年)
- ケーヨーD2「電気のこぎり篇」 (2013年)
- ケーヨーD2「16本骨傘篇」 (2013年)
- 早稲田アカデミー個別進学館 講師イメージモデル (2013年)
- シック「ゼログラビティ・ドリームシェービング！」(2013年)
- 日本ヒューレット・パッカード ElitePad(2013年)
- ケーヨーD2「軽量ダウンジャケット篇」 (2013年)
- ケーヨーD2「軽量プラスチック台車篇」 (2013年)
- スウェーデンハウス SAKITATE for baby (2014年)
- 日本生命「125年の思い篇」（2014年）
- トヨタ エコドライブアプリ プロモーションムービー (2014年)
- オートバックス スタッフモデル (2014年)
- NHK ハイブリッドキャスト (2014年)
- JTB 「食の楽しみを追求! ルックJTBで行く添乗員同行ヨーロッパの旅」 (2014年)
- ユニ・チャーム 猫トイレ用消臭ビーズ 「まくだけSONG篇」 （2014年）
- BMW Service 「サービススタッフモデル」 (2015年)
- 大正製薬 パブロンエースAX「短期部長・パフェ篇」(2015年)
- ダイドードリンコ miuシリーズ「頑張る人を褒めよう 水篇」「頑張る人を褒めよう フレーバー篇」(2016年)
- スウェーデンハウス SAKITATE for baby (2016年)
- JR東日本旅客鉄道株式会社 グリーンスタッフイメージモデル (2016年)
- ハウス食品 バーモントカレー「成長のそばに 編」 (2018年)

### ドラマ
- ナサケの女 (2010年10月～12月)
- 美咲ナンバーワン!! (2011年1月～3月)
- CO 移植コーディネーター (2011年3月～4月)
- 生まれる。 (2011年4月～6月)
- 南極大陸 (2011年10月～12月)
- 監察医・篠宮葉月 死体は語る (2011年12月)
- 抱きしめたい！forever (2013年10月)
- 私は代行屋!晴子の事件推理 (2013年11月)

### 番組
- 年下ダンシマニュアル (2009年)
- マル見え！ハローワーク (2011年)
- シャキーン!  (2011年）
- デマポリス (2011年)
- お台場政経塾〈ゴールデンブレイク〉(2012年8月)
- お台場政経塾〈元日SP〉 (2013年1月）
- お台場政経塾〈元日SP〉 (2014年1月)
- クイズ・ソモサン⇔セッパ (2014年)
- ヨーロッパ企画の26世紀フォックス2 (2014年10月)

### 映画
- カンムリワシ
- 6BANCEED×PROJECTYAMAKEN『Dプロジェクト』UDA編・ヒグチ君編 (2017年2月) - リン刑事 役
- 『ディープロジック』(2020年1月) - リン刑事 役

### 舞台
- 『12人の優しい日本人』アトリエ公演 (2008年5月)
- 『ハッシャバイ』アトリエ公演 (2008年10月)
- 『カレッジ・オブ・ザ・ウィンド』(2009年4月、シアターグリーンBoxinBox)
- 『Deep sea Fish』(2009年7月、シアター風姿花伝)
- 『淑女のお作法』(2010年5月、銀座みゆき館劇場)
- 『ソープオペラ』(2010年5月、銀座みゆき館劇場)
- スーパーグラップラー『キセキの人』(2010年8月18日〜8月22日、時事通信ホール)
- 『十人十恋(朗読劇)』(2011年1月、中野RAFT)
- HYBRID PROJECT Vol.6『FLYING PANCAKE』(2012年2月4日〜2月7日、中目黒キンケロシアター)
- SUPER GRAPPLER 2012『スペーストラベラー ~LOVE is in the Mother Ship!~』 (2012年7月25日〜7月29日、あうるすぽっと)
- SHINOBU'S BRAIN IN THE SOUP BATTLE weekly1『ダメ出し』(2012年8月29日〜9月3日、下北沢楽園)
- SUPER GRAPPLER 2013 『ランナーズ・ハイ 〜caro mio ben!〜 』（2013年1月10日〜1月14日、シアターグリーン BOX in BOX THEATER）
- タンバリンプロデューサーズ×LIVEDOGプロデュース『TOKUGAWA15(フィフティーン)』（2013年3月20日〜3月24日、中野 ザ・ポケット）
- MOSH 05『理由なき反抗』(2013年5月28日〜6月2日、シアターKASSAI)
- タンバリンプロデューサーズ『舞台 のぶニャがの野望』(2013年10月2日〜10月6日、六行会ホール)
- 企画演劇集団ボクラ団義 vol.13『虹色の涙 鋼色の月』[6]東京公演：(2013年12月4日〜12月8日、新宿SPACE107、9公演) 大阪公演：(2013年12月13日〜12月15日、大阪市立芸術創造館、5公演) 横浜公演(追加公演)：(2014年1月11日〜1月12日、相鉄本多劇場、4公演)　全18公演
- 企画演劇集団ボクラ団義 Play Again vol.4『ゴーストライターズ！！』 (2014年2月28日〜3月9日、新宿SPACE107)　全15公演
- 企画演劇集団ボクラ団義 vol.14『耳があるなら蒼に聞け〜龍馬と十四人の志士〜』[7](2013年6月25日〜7月6日、中野 ザ・ポケット)　全18公演
- タンバリンプロデューサーズ『人猫 -のぶニャがの野望番外編-』 (2014年9月10日〜9月15日、Geki地下Liberty)
- タンバリンプロデューサーズ『好きよキャプテン』(2014年10月8日〜10月13日、新宿シアターモリエール)
- 企画演劇集団ボクラ団義 vol.15 サンモールスタジオ提携公演『シカク』[8](2014年12月18日〜12月28日、サンモールスタジオ)　全21公演 (加藤出演 8公演 ＋ 投票回1回)
- LIVEDOGプロデュース『ちょいとビターな日曜日』 (2015年3月25日〜3月29日、笹塚ファクトリー) W主演
- LIVEDOGプロデュース『壊れかけの恋唄 -Crusher's LoveSong- 』(2015年7月15日〜7月20日、新宿村LIVE)
- 企画演劇集団ボクラ団義 vol.16『時をかける206号室』(2015年8月19日〜8月30日、池袋シアターグリーン BIG TREE THEATER) - 漫才師A 役　全19公演
- タンバリンステージ×LIVEDOGプロデュース『愛しのダンスマスター』(2015年10月21日〜10月25日、新宿村LIVE)
- 企画演劇集団ボクラ団義 vol.17『十七人の侍』[9] (2015年11月20日〜11月29日、CBGKシブゲキ!!)　全15公演
- ディー・コンテンツ プロデュース『レプリカ』[10](2016年1月13日〜1月17日、笹塚ファクトリー)
- 企画演劇集団ボクラ団義 番外公演『誤人』[11](2016年3月23日〜4月3日、シアターKASSAI)　全18公演
- 企画演劇集団ボクラ団義 Play Again vol.6『耳ガアルナラ蒼ニ聞ケ〜龍馬ト十四人ノ志士〜』[12]東京公演：(2016年7月10日〜7月10日、あうるすぽっと、7公演) 大阪公演：(2016年7月23日〜7月25日、HEP HALL、5公演)　全12公演 - 土方歳三 役
- ENG 第五回公演『バックトゥ・ザ・舞台袖 〜The stagewing of THRee'S〜』[13](2016年9月23日〜10月2日、池袋シアターグリーン BIG TREE THEATER) 主演 - 向谷修 役
- 企画演劇集団ボクラ団義 vol.18『今だけが戻らない』(2016年11月16日〜11月23日、CBGKシブゲキ!!)　全12公演
- ディー・コンテンツ プロデュース『Re:call』(2017年1月25日〜1月29日、中野 ザ・ポケット) - 佐倉水 役
- 企画演劇集団ボクラ団義 vol.19『飛ばぬ鳥なら落ちもせぬ～梟雄と呼ばれた男 右筆と呼ばれた男～』(2017年4月4日〜4月16日、吉祥寺シアター)　全20公演
- 七味の一味『家族百景』(2017年7月14日～7月17日、川崎ラゾーナプラザソル)
- 聖地ポーカーズ 魄/hack 『舞台版 ハコオンナ』(2017年8月9日～8月13日、築地本願寺ブディストホール) 主演 - [訪問者]杉浦洋太 役
- 4S企画presents『THRee`S』(2017年9月15日～9月24日、CBGKシブゲキ!!) - 袁紹 役
- 聖地ポーカーズ TRAD・黒帯三昧 『ブレメン』(2017年11月17日～11月19日、赤坂チャンスシアター) 主演 - 黒場 役
- 秦組 公演 Vol.9『らん』(2018年1月17日～1月21日、全労済ホール／スペース・ゼロ)
- 『舞台 信長の野望・大志 春の陣 天下布武～金泥の首編～』(2018年5月17日～5月27日、CBGKシブゲキ!!) - 足利義昭 役
- ボクラ団義10周年記念公演第二弾 企画演劇集団ボクラ団義 Vol.21 『戦国アイドルタイム』(2018年6月27日～7月15日、浅草九劇)　全24公演
- RINCO PRODUCE STAGE 『リミット・オブ・タイムラグ』[14](2018年10月5日～10月14日、CBGKシブゲキ!!) プロデュース公演
- 『舞台 信長の野望・大志 冬の陣 王道執行～騎虎の白塩編～』(2018年11月8日～11月12日、シアター1010) - 足利義昭 役
- 集団as if～ 解散本公演『千一夜の物語～as if by magic Sinbad』(2018年12月14日～12月18日、池袋シアターグリーン BIG TREE THEATER) 主演 - シンドバッド 役
- 秦組 公演 Vol.11『月の谷 赤い石』(2019年2月6日～2月17日、日暮里d-倉庫) - 久慈新之助 役
- 聖地ポーカーズ『舞台 HOPELESS』(2019年4月3日～4月9日、築地本願寺ブディストホール) - 鉢山一然 役
- 『舞台 信長の野望・大志 夢幻 ～本能寺の変～』 埼玉公演：(2019年5月18日、戸田市文化会館) 東京公演：(2019年5月21日～5月26日、シアター1010) - 足利義昭 役
- 『音楽劇 Zip&Candy』(2019年7月4日～7月14日、俳優座劇場) - ライト 役
- -ヨドミ- 旗揚げ公演『踏切のサーカス』(2019年10月9日～10月14日、下落合TACCS1179) - 斎藤 役
- 『舞台 信長の野望・大志 零 桶狭間前夜 ～兄弟相克編～』[15]東京公演：(2019年11月14日～11月20日、かめありリリオホール) 名古屋公演：(2019年11月23日、名古屋特殊陶業市民会館 ビレッジホール) - 今川義元／足利義昭 役
- 企画演劇集団ボクラ団義 - Play Again - vol.9『re-call』(2020年2月20日～3月1日、新宿村LIVE)　全16公演 - 佐倉水 役
- 『舞台 信長の野望・大志 ～最終章～ 群雄割拠 関ヶ原』(2020年6月4日～6月9日、シアター1010) - 足利義昭 役   ※2020年5月8日 新型コロナウイルスの感染拡大を受け公演の中止を決定。公式Twitterには「いつか必ず上演致します」と記載あり。
- 秦組 公演 Vol.13&14『方舟 episode1「辺境の惑星」 、episode2「9999の正義」』(2021年2月6日〜2月14日、日暮里d−倉庫) - episode1「辺境の惑星」に出演 - パラン・エフ 役 (宇宙考古学、星間歴史社会学の学者) ※2021年１月12日 東京都への緊急事態宣言を受け公演スケジュールの変更。15公演を12公演に変更など。
- 『音楽劇 Zip&Candy』(2021年5月3日～ 5月9日、シアター1010) - ライト 役 ※2021年4月24日 東京都への緊急事態宣言を受け公演の中止を決定。
- 『舞台 信長の野望・大志 ～最終章～ 群雄割拠 関ヶ原』(2021年7月23日～7月29日、かめありリリオホール) - 足利義昭 役 ※2021年7月26日 出演者1名の新型コロナウイルス陽性が判明。7月26日17時以降の全公演の中止を発表。(全10公演中 4公演を上演 6公演を中止)
- 企画演劇集団ボクラ団義 暫定最終公演 『耳があるなら蒼に聞け～龍馬と十四人の志士～』『ハンズアップ2022』2作品同時公演 (2022年3月19日～3月27日)　6公演づつ 全12公演 - 土方歳三 役 ／ - 蒜流宗介(バスケットボールプレイヤー) 役

### イベント
- エコプロダクツ2010 (2010年12月、東京ビッグサイト) -大建工業株式会社 MC
- 住まいの耐震博覧会2011 (2011年、東京ビッグサイト) -大建工業株式会社 MC
- エコプロダクツ2011 (2011年12月、東京ビッグサイト) -東京ガス株式会社 MC
- コカ・コーラゼロ×007 スカイフォール 東京スカイツリー（2012年10月）
- 『GO WEST!!』東京〜大阪(560km)自転車走破チャレンジ！（2013年10月27日〜11月1日）
- ドラッグストアショー2014（2014年3月、幕張メッセ) -福島工業株式会社 MC
- 『T-time』永石匠バースデーイベント(2015年1月21日、絵空箱) -ゲスト出演
- 『平山佳延＆加藤凛太郎バースデーイベント(仮)』(2016年4月20日、ステージカフェ下北沢亭)
- 『GO WEST2!!』 青森県・大間崎〜東京都・東京タワー (770km) 自転車走破チャレンジ！第2弾 (2016年5月28日〜6月5日)
- 『GO WEST2!! パブリックビューイングイベント(迎) 〜もうひとつのゴール〜』 (2016年6月5日、ステージカフェ下北沢亭)
- ENG『バックトゥ・ザ・舞台袖』DVD Blu-ray発売記念イベント(2017年3月5日、阿佐ヶ谷ロフト)
- 『加藤凛太郎＆平山佳延の成長学園!!』 (2017年5月28日、ステージカフェ下北沢亭)
- 企画演劇集団ボクラ団義 『10周年目前！過去作品アテレコ上映会イベント』 (2017年7月20日、CBGKシブゲキ!!) -ゲスト出演
- 4S企画『THREE’S』附帯「バックトゥ・ザ・舞台袖」上映会イベント(2017年9月18日/9月20日)、CBGKシブゲキ!!)
- 『加藤凛太郎＆平山佳延バースデーイベント(楽)』(2018年4月15日、Café＆bar 木星劇場)
- RINCO PRODUCE STAGE『リミット・オブ・タイムラグ 一般公開制作発表』 (2018年8月3日、北とぴあ ドームホール)
- 『平山佳延＆加藤凛太郎バースデーイベント(迎)』(2019年4月17日、ステージカフェ下北沢亭)
- 『田渕法明×山本誠大 ファンミーティング』(2019年5月19日、シアター代官山) -ゲスト出演
- 『吉田宗洋のお・も・て・な・しVol.6 』（2019年12月28日、Studio K） -第二部シークレットゲスト出演
- 『平山佳延＆加藤凛太郎バースデーイベント(Ｅ)』(2020年4月11日、ステージカフェ下北沢亭)  ※2020年4月2日 新型コロナウイルスの感染拡大を受けイベントの開催延期を決定。開催日は未定。

### その他
- 市原FM　ハイパーウェーブ　(ゲスト出演) (2011年)
- オカムラ Smart Work 企業プロモーション（2012年）